# (7745) 1987 DB6
(7745) 1987 DB6 là một tiểu hành tinh vành đai chính. Nó được phát hiện bởi Henri Debehogne ở Đài thiên văn La Silla ở Chile ngày 22 tháng 2 năm 1987.